# 中部大学第一高等学校
中部大学第一高等学校（ちゅうぶだいがくだいいちこうとうがっこう）は、愛知県日進市三本木町細廻間にある私立高等学校。

## 概要
普通科（男女共学）と創造工学科(男女共学)(旧機械電気システム科)を併設。
略称は「中部」（ちゅうぶ）、校歌では「第一高」（だいいちこう）と呼ばれている。名古屋第一工業高等学校・名古屋第一高等学校の時代が長かったため、学校近辺の尾張東部や三河西部では当時の略称「名一」（めいいち）でも通じる。
部活動は男子バスケットボール、少林寺拳法、男子ソフトボール、男子サッカーが盛んで、全国大会出場の実績がある。

### 校訓
- 「不言實行 あてになる人間」

### 教育方針
- 伸びる、伸ばす、変わる。

### 生徒数
- 約1400人（2019年（平成31年）4月現在）

### 沿革
- 1938年（昭和13年） - 名古屋第一工学校設置認可。
- 1947年（昭和22年） - 名古屋工業中学校開校（名古屋第一工学校からの編入生を受け入れ）。
- 1949年（昭和23年） - 名古屋第一工学校、休校。
- 1950年（昭和25年） - 財団法人愛知常磐女子商業学校を合併。常磐高等学校設置認可。常磐高等学校開校。
- 1951年（昭和26年） - 学校法人法により財団法人常磐学園を学校法人三浦学園に組織変更。
- 1957年（昭和32年） - 常磐高等学校を名古屋第一工業高等学校に名称変更。
- 1962年（昭和37年） - 春日井市に中部工業短期大学開学（1966年（昭和41年）3月廃止）を設置。
- 1963年（昭和38年） - 名古屋第一工業高等学校春日井分校（現在の中部大学春日丘中学校・高等学校）を開校。
- 1964年（昭和39年） - 中部工業大学開校 （現在の中部大学）。
- 1967年（昭和42年） - 名古屋第一工業高等学校春日井分校、分校としては廃止。
- 1976年（昭和51年） - 名古屋第一工業高等学校を名古屋第一高等学校に名称変更。
- 1979年（昭和54年） - 愛知郡日進町（現在の日進市）に移転。
- 1997年（平成09年） - 普通科を男女共学とする。
- 2003年（平成15年） - 名古屋第一高等学校から中部大学第一高等学校に名称変更。
- 2004年（平成16年） - 法人名を学校法人三浦学園から学校法人中部大学に改称。
- 2009年（平成21年）- 普通科に一貫コースを新設する。
- 2014年（平成26年）- 普通科に進学アドバンスコースを開設。

## 設置課程
- 全日制普通科
- 全日制機械電気システム科

## アクセス
公共交通機関は、名鉄豊田線の米野木駅から名鉄バスやくるりんばす（日進市内巡回バス）の利用など。ただし、駅からかなり離れているため、自転車で通学する生徒も多い。またスクールバスも用意されている。

## 部活動

### 主な実績
男子バスケットボール部は、2021年（令和3年）度にインターハイを優勝した。
サッカー部は、第100回全国高等学校サッカー選手権大会に初出場。 監督は元名古屋グランパスエイトの伊藤裕二である。

### 運動部
- 男子バスケットボール部
- 女子バスケットボール部
- 野球部
- 男子ソフトボール部
- 女子ソフトボール部
- 少林寺拳法部
- ゴルフ部
- バドミントン部
- サッカー部
- 陸上部
- 卓球部
- テニス部
- バレーボール部
- 剣道部
- チアリーダー部

### 文化部
- 茶華道部
- 吹奏楽部
- 美術部
- 広報部
- 軽音楽部
- 家庭部
- ロボット技術部
- 国際交流部
- 科学部
- 写真部
- ESD部

### 同好会
- PCC（パソコン）同好会

## 著名な出身者
- 眞野哲 - 衆議院議員（名古屋第一高等学校）
- 呂布カルマ - ラッパー
- 朱大衛 - プロ野球選手
  - 2009年（平成21年）、2013年（平成25年）、WBC中国代表であった。
- 田島慎二 - プロ野球選手（中日ドラゴンズ）
- 立野和明 - プロ野球選手（北海道日本ハムファイターズ）
- 田中明 - 社会人野球選手
- 福島新太 - プロサッカー選手
- 宇都直輝 - プロバスケットボール選手
- 中村拓人 - バスケットボール選手
- 中村浩陸 - プロバスケットボール選手
- 張本天傑 - プロバスケットボール選手
- 王偉嘉 - プロバスケットボール選手
- 星野京介 - プロバスケットボール選手
- 上澤俊喜 - プロバスケットボール選手
- 坂本聖芽 - プロバスケットボール選手
- 浅野公太 - ソフトボール選手
  - ホンダエンジニアリングに所属している。
- 勝田貴元 ‐ ラリードライバー

## 姉妹校
- 中部大学
- 中部大学春日丘中学校・高等学校